# Okletac
Okletac (en serbe cyrillique : Оклетац) est un village de Serbie situé dans la municipalité de Bajina Bašta, district de Zlatibor. Au recensement de 2011, il comptait 543 habitants.

## Démographie
| 1948  | 1953  | 1961  | 1971  | 1981 | 1991 | 2002 | 2011 |
| ----- | ----- | ----- | ----- | ---- | ---- | ---- | ---- |
| 1 173 | 1 226 | 1 223 | 1 074 | 930  | 763  | 622  | 543  |

|  |